# Illidiance
«Illidiance» — российская cyber-metal группа из Таганрога. Была образована в 2004 году. Изданы четыре полноформатных альбома «Insane Mytheries To Demise» (2005), «Nexaeon» (2007), «Damage Theory» (2010) и «The Iconoclast» (2019), «Live Album 2021» (2021), «Oceanborn» (2022) проданные тиражом более 6000 экземпляров. Также Illidiance приняли участие в фестивальной компиляции Brutal Assault в 2006 году, проданной в количестве 6000 копий по всему миру.
В дополнение к этому, композиции коллектива вошли в четыре компиляции, выпускаемые журналами Европы: песня ILLIDIANCE «Razor To The Skin» попала в компиляцию FEAR CANDY 72, выпускаемую английским журналом Terrorizer; данная компиляция вышла в CD-варианте тиражом 30 000 экземпляров, а песня «Infected» вошла в компиляцию от журнала Delolution Magazine (UK).
В рамках российских и зарубежных туров ILLIDIANCE неоднократно посетили города практически всей европейской части России, принимали участие в концертах и фестивалях в странах СНГ, а также Восточной Европы. ILLIDIANCE выступали на фестивале Brutal Assault в 2006 и 2008 годах.

## История
Группа получила положительные отзывы в прессе, начиная с первого альбома: «Insane Mytheries To Demise» оценён в 9/10 журналом Dark City и в 5/5 М-журналом; альбом «Nexaeon» получил" 9/10 в журнале Whiplashmag, признан лучшим альбомом месяца журналом Terrorizer, оценён на 10/10 и признан одним из самых лучших российских альбомов в стиле блэк-метал в 2009 году метал-порталом Heavy Music (www.heavymusic.ru). Работа коллектива «Synthetic Breed» EP получила 10/10 в журнале AllAcess Magazine (USA), 95/100 в голландском «Industrialized metal zine».
Также группа дала более 70 интервью для радио/видеоканалов/журналов. В том числе для компьютерного журнала Chip. Также, для журналов Chip Россия и Chip Украина была подготовлена специальная версия альбома Damage Theory, которая вышла на диске-приложении к изданию в декабре 2010 года общим тиражом более 130 000 экземпляров.
В 2007 году Illidiance получили первое место в номинации «Рок» конкурса, проводимого Министерством культуры РФ в ЮФО, в январе 2009 года заняли 2-е призовое место в конкурсе, проводимом Metal Radio, среди более чем 500 российских групп. Также в 2009 году ILLIDIANCE прошли все квалификационные и отборочные туры, вышли финал и заняли 2-е место в национальном конкурсе «На Взлёт», в котором принимали участие более тысячи рок-коллективов.
А в 2009 году группа подписала контракт на менеджмент/букинг/промо с The Flaming Arts Agency — одним из наиболее мощных европейских агентств (Septic Flesh, Behemoth, Rotting Christ, Sybreed и другие).
ILLIDIANCE выпустили альбом Damage Theory, в записи которого принимали участие специальные гости — известные музыканты из Японии и Великобритании, Швеции и Польши, а также представители ведущих альтернативных команд России.
На ближайшее будущее менеджментом коллектива запланированы 3 тура в поддержку альбома: восточноевропейский, тур по СНГ и западноевропейский тур.
В 2009 году после выпуска второго альбома «Nexaeon» группа записала EP «Synthetic Breed», объявив, что теперь они позиционируют себя как Cyber Metal и будут продолжать в этом ключе.

В «Synthetic Breed» вошли 5 песен с нового альбома. Рабочее название альбома — «Damage Theory», в записи которого примут участие такие люди как Tony JJ (Icon In Me), Mick Priestley (Green River Project), Kenji Siratori, Adam AdSinner (HATE). Выпуск альбома запланирован на осень 2010 года. В альбом войдут 11 треков, в том числе и 4 перезаписанных трека с ЕР «Synthetic Breed». Для продвижения альбома на песню «New Millenium Crushers» был снят видеоклип, про который Syrex сказал: 
Даже стеснённые неголливудскими бюджетными условиями, мы постарались сделать видео как можно более зрелищным и провести блокбастерные сюжетные линии. Так основная линия может коррелировать с идеей фильмов "Суррогаты" и "Матрица". Наша сюжетная линия – пробуждение человеческого разума на закате его существования, пробуждение от инъекций грёз, наваждения, транслируемого в его разум. Великолепно получившаяся линия с кибер разумом – серебряная девушка, вплетённая в дерево из механизмов, проводов и экранов, символизирует разум техногенного, синтетического мира… По сюжету её приходится уничтожить, чтобы пробудить зарю нового рассвета и заставить мир реальный вдохнуть снова, открыть глаза, чтобы увидеть свет умирающего солнца. Думаю, зрелищность этого видео и насыщенность образов помогут зрителю проникнуться нашей атмосферой.
В 2015 году группа собрала более 130 000 рублей в ходе кампании на платформе Boomstarter.
В 2016 году прошёл концертный тур по Японии.

## Состав
- Tommy Syrex (Артём Шкурин) — вокал, бас-гитара (альбом «Damage Theory»), автор, шейкер
- Dimm Xyrohn (Дмитрий Шкурин) — гитара, соло, аранжировки, вокал
- Максим Петрено — ударные, перкуссия
- Кирилл Бойко — бас

### Бывшие участники
- Azaronth — бас, вокал
- Deigorn — ударные, перкуссия
- Magnum — бас
- X-tilArise — вокал, бас
- Saronth — ударные
- QwereZagMoon — бас
- Егор «Nemesis» — клавишные
- Михаил «Sockor» Сокор— ударные
- Сергей «Infinity» Алексеев — гитара
- Артём «Viper» Осипенко — гитара
- Slay «THE HYBRID» — бас
- Евгений «Jason» Руденко — бас
- Олег «Razor» Гриненков — баc
- Ilay Cain (Илья Валентайн) — бас-гитара, бэк-вокал
- V.Ripper (Валентин Мясников) — DJ
- CYCLONE (Антон Брежнев) — ударные
- Святослав Креков — ударные

## Дискография

### Альбомы
- 2005 — Insane Mytheries To Demise
- 2007 — Nexaeon
- 2010 — Damage Theory
- 2019 — The Iconoclast

### Мини-альбомы
- 2005 — Withering Razors
- 2009 — Cybergore Generation
- 2009 — Synthetic Breed
- 2013 — Deformity
- 2022 — Oceanborn

### Синглы
- 2012 — Neon Rebels
- 2014 — Shockwave
- 2016 — Modern Iconoclast
- 2018 — Когда грянет гром (When There Is a Thunder)
- 2018 — Последний рассвет (Last Dawn)
- 2018 — Fuel for My Hate
- 2018 — Out of Coverage
- 2019 — Open Your Eyes
- 2019 — Breaking the Habit
- 2020 — The Witcher
- 2022 — Hack The Hoax (feat. Jot Maxi)
- 2022 — Demolition
- 2022 — Белый шум (White Noise)
- 2022 — Быть собой (ft. 5 МИНУТ)
- 2024 — New Age Jihad

### Сборники
- 2014 — Damage & Deform

### Концертные альбомы
- 2021 — Live Album 2021

## Официальные сайты и страницы
Страница группы Facebook
Страница группы VK

## Неофициальные страницы
- Авария с участием группы ILLIDIANCE (недоступная ссылка)
- S.C.A.R.D. at Encyclopaedia Metallum (англ.)
- Illidiance at Encyclopaedia Metallum (англ.)
- Группа Illidiance в каталоге музыкальных групп Ростовской области (недоступная ссылка) (рус.)